# Суниты
Суни́ты (монг. Сөнөд) — одно из племен, входивших в нирунскую ветвь монголов. В настоящее время южно-монгольский этнос, проживающий на территории аймака Шилин-Гол Внутренней Монголии. Также входят в состав некоторых других монгольских народов.

## Этноним
Слово сөнөд (сунит) образовано путем присоединения к монгольскому слову šönö (среднемонг. süni) аффикса множественного числа, что может быть связано с их обитанием в лесной зоне. С монгольского šönö переводится как ночь.

## История

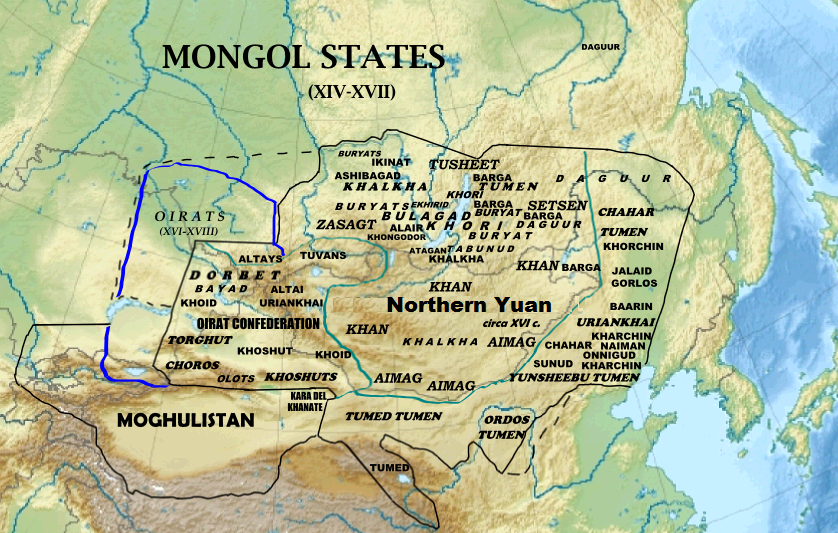
Суниты в составе государства Северная Юань. XVI—XVII вв.

В «Сокровенном сказании монголов» говорится, что у предка Чингисхана Хайду было три сына, младшим из которых был Чаочжин Ортегай. От его младшего сына и произошло племя сонид. Так в середине XI в. появился род сунитов. Суниты вплоть до конца XII в. обитали в тайге вместе с лесными народами. В составе сунитов упоминается ветвь кабтарун. Со времени своего появления они находились в составе нирунской ветви коренных монголов. С образованием Великого Монгольского государства в начале XIII в. часть сунитов осталась подданными минган, остальные, разделившись на несколько групп, входили в левое и правое крылья. После кончины Тулуя Угэдэй пожаловал своему сыну один минган, состоявший в основном из сунитов. Последние, перешедшие под власть потомков Великого хана, в течение некоторого времени жили на монгольской земле. Однако после падения Монгольского государства Юань суниты вошли в состав чахарского тумена и стали считаться одним из четырех отоков левого крыла. В состав чахарского тумэна входили авга, авганары, аоханы, дауры, дурбэн-хухэты (дурбэты), хэшигтэны, му-мянганы, найманы, оннигуты, хучиты, суниты, узумчины, а также ураты. В начале XVI в., когда чахары откочевали на восток, суниты ушли с ними и осели на южном склоне Хингана и, перекочевав на запад на рубеже XVI—XVII вв., вернулись на прежние места поселения. В XVII в. с завоеванием Южной Монголии маньчжурами суниты пришли на южные земли среднего течения р. Керулен под покровительство халхаского Шолой Сэцэн-хана. В 1638—1639 гг. суниты снова вернулись на родные земли. Из сунитов цинские власти образовали два хошуна в составе Силингольского сейма, где они проживают по сей день.

## Расселение
В настоящее время суниты проживают на территории хошунов Сунид-Юци, Сунид-Цзоци и городского уезда Эрэн-Хото аймака Шилин-Гол Внутренней Монголии.
В Монголии суниты зарегистрированы в сомоне Халхгол Восточного аймака и сомоне Асгат Сүхбаатарского аймака. Суниты отмечены в составе халха-монголов, дариганга и дархатов.
Среди этнических групп бурят отмечены роды: сунуд среди селенгинских бурят, в частности среди табангутов (род сунуд (сунгуд)); хухур (подрод) сунит в составе хори-бурятского рода шарайд.